# 패늘 홀

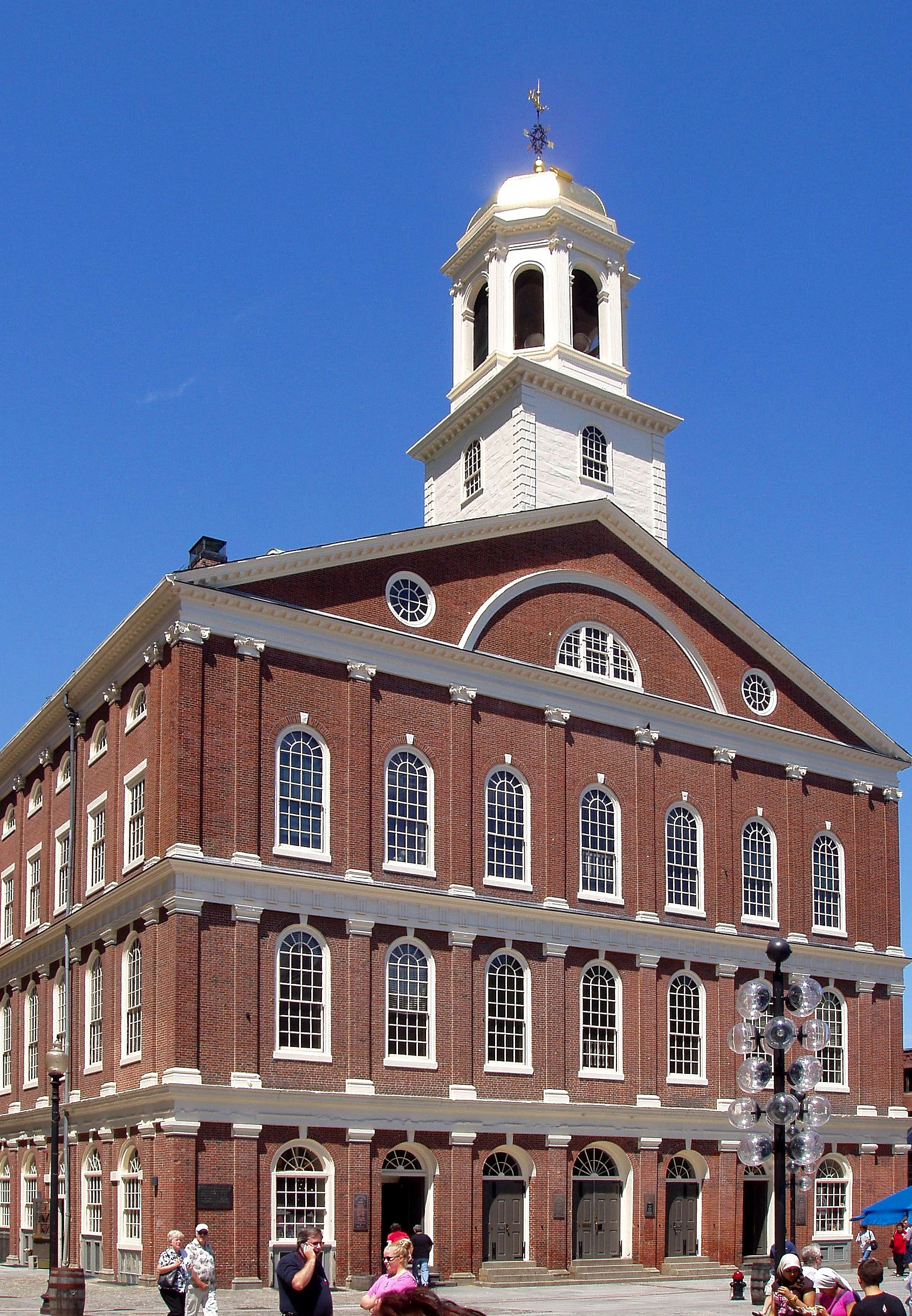
패늘 홀

패늘 홀(Faneuil Hall)은 미국 매사추세츠주 보스턴 시내 중심가에 위치한 역사적인 건물이다. 1740년에 시장으로 지어졌으며, 2년 후 집회장으로 사용되었다. 새뮤얼 애덤스와 제임스 오티스 등 독립파의 유력자가 연설을 한 곳이기도 하다. 2004년의 대통령 선거 때 당시 상원 의원 이었던 존 케리가 여기에서 연설을 했다. 현재는 인접한 퀸시 마켓과 함께 쇼핑 센터의 일부로 되어 있으며, 프리덤 트레일의 일부이다.

## 같이 보기
- 사우스스트리트시포트